# Il était une fois… l'Homme
Pour les articles homonymes, voir Il était une fois.
Il était une fois… l'Espace
Il était une fois… l'Homme est une série d'animation française avec la participation de plusieurs pays, présentée en 26 épisodes de 26 minutes créée par le réalisateur, auteur, scénariste et producteur Albert Barillé pour les studios français Procidis, et diffusée du 23 septembre 1978 au 14 avril 1979 sur FR3, et au Canada à partir du 22 décembre 1978 à la Télévision de Radio-Canada et rediffusée à partir du 10 septembre 1994 sur Canal Famille.
La série a été vendue dans le monde entier avec un grand succès (mais pas aux États-Unis, en Australie ni en Nouvelle-Zélande). Après sa diffusion à l'antenne, elle a été distribuée au format de l'époque, la cassette VHS.

## Synopsis
Il était une fois… l'Homme raconte l'histoire de l'humanité, des origines de la vie jusqu'à la fin du XXe siècle. Les principales étapes historiques sont abordées en mettant en scène une cellule familiale et en mélangeant les grands points de l'histoire avec ce que cela signifiait dans la vie quotidienne. Outre les commentaires hors-champ, une horloge anthropomorphe (elle a des yeux et des bras), animée d'une manière similaire à celle des Looney Tunes, est affichée à l'écran, qui permet de se repérer dans la chronologie de l'histoire humaine en indiquant la date correspondant aux événements évoqués.
La plupart des personnages historiques héritent de l'apparence et d'une partie du caractère des différents personnages principaux de la série.

## Personnages
Le design des personnages est réalisé par le dessinateur Jean Barbaud :
- Maestro : le Sage de la série. Personnage le plus âgé de la cellule familiale. Il y est l'incarnation typique d'un grand érudit, curieux de la vie, intelligent et instruit. Il se prend souvent les pieds par distraction dans sa barbe abondante. Maestro réalise toutes sortes d'inventions ou d'innovations avec des succès variables. Il a pour habitude de distiller ses conseils et ses remarques à Pierre (l'adulte), concernant les actions à entreprendre pour le bien de la communauté. Maestro est l’antithèse du Nabot (qui est en ce qui le concerne un personnage fourbe et malsain). Maestro se confond quelquefois avec un personnage historique, tel que Phidias (épisode 6 : Le Siècle de Périclès), Kubilai Khan (épisode 12 : Les Voyages de Marco Polo) ou Léonard de Vinci âgé (épisode 14 : Le Quattrocento) alors que le Sage utilise son reflet dans un miroir pour réaliser « l'autoportrait à la craie rouge ». Cela explique d'ailleurs l'emploi d'un terme italien pour le nommer. Il est cependant étonnant qu'il ne soit pas fait de même, par exemple, dans la série traduite en anglais ;
- Pierre : un père de famille courageux et très travailleur. Il ne ménage pas sa peine ni ses efforts, quoi qu'il puisse lui arriver[2]. Il est protecteur et très conservateur des traditions qu'il n'aime pas changer. Il a quelquefois des difficultés relationnelles avec son fils, dont il ne comprend pas toujours le caractère ni la vivacité. Il a cependant conscience de la valeur des connaissances de Maestro, qu'il respecte profondément. Toujours accompagné par le Gros, son ami de toujours. Il peut lui être supérieur en grade (épisodes de la Préhistoire ou épisode 10 : Les Vikings) mais ils sont toujours ensemble ;
- Pierrette : une mère de famille, gardienne du cadre familial. Attentive, intelligente et mesurée, elle permet de ne pas se centrer uniquement sur des personnages masculins ;
- le Gros : l'ami de la famille de Pierre, c'est un grand gaillard roux à la force colossale, quasi indestructible[2]. Particulièrement intègre et fidèle en amitié, il est très adroit de ses poings pour frapper le Teigneux, le personnage antagoniste principal, surtout lors du temps jadis ;
- Pierrot : le fils de Pierre et Pierrette. Téméraire, brave, intègre, il veut se surpasser pour que son père soit fier de lui et ne le traite plus avec mansuétude. Le jeune garçon est vif, profondément curieux et très heureux des dires ou des inventions de Maestro qu'il aime beaucoup seconder ;
- Petite Pierrette : la petite ou grande sœur de Pierrot selon les époques ; parfois naïve, parfois caractérielle ou intrépide. Elle peut être absente de la famille ;
- Petit Gros : le fils du Gros, il veut être aussi fort que son père. Quasi inséparable de Pierrot qu'il respecte beaucoup et dont il écoute les conseils ;
- le Teigneux : l'archétype de la brute épaisse, souvent idiot par nature. Il tente continuellement d'imposer ses idées par la force à défaut d'intelligence honnête. Il se confronte souvent au Gros qui le mate avec ses poings au début de l'Histoire. Pourtant, le personnage parvient presque toujours à devenir supérieur en grade pour les épisodes postérieurs à la Préhistoire et il aime tout particulièrement rendre la vie impossible à Pierre et au Gros, qu'il traite avec beaucoup de mépris et de fourberie ;
- le Nabot : un individu mesquin, méchant, fourbe, craintif et de taille réduite. Il est toujours dans les pattes du Teigneux comme bras droit. Il lui souffle la plupart de ses idées les plus abjectes, mais reste en arrière quand il faut se battre. Il est l'âme damnée de son acolyte.

Pour compléter la liste, apparaissent dans quelques épisodes le fils du Teigneux et plus rarement le fils du Nabot, reprenant chacun les traits de caractère de leurs pères.
Il est à noter que chaque personnage est un symbole humain qui se veut universel[réf. nécessaire].
- Pierre représente l’homme bon de son temps, conscient des valeurs conservatrices et modernes ;
- le Gros est le symbole de la justice qui réprimande les Teigneux et les Nabots ;
- ces deux derniers représentent les Hommes cruels et pervertis qui, soit comme le Teigneux veulent imposer la loi du plus fort, soit comme le Nabot s’y allient pour pouvoir abuser les faibles, faute de force ;
- Pierrette est la figure de la mère aimante et raisonnable qui maintient le consensus ;
- les enfants, Petite-Pierrette, Petit-Gros mais surtout Pierrot représente la jeunesse curieuse de savoir qui vit au tournant du progrès ;
- enfin, Maestro est l’archétype de l’ancien, sage du fait de son expérience, philosophe hautement humaniste et réaliste.

## Production

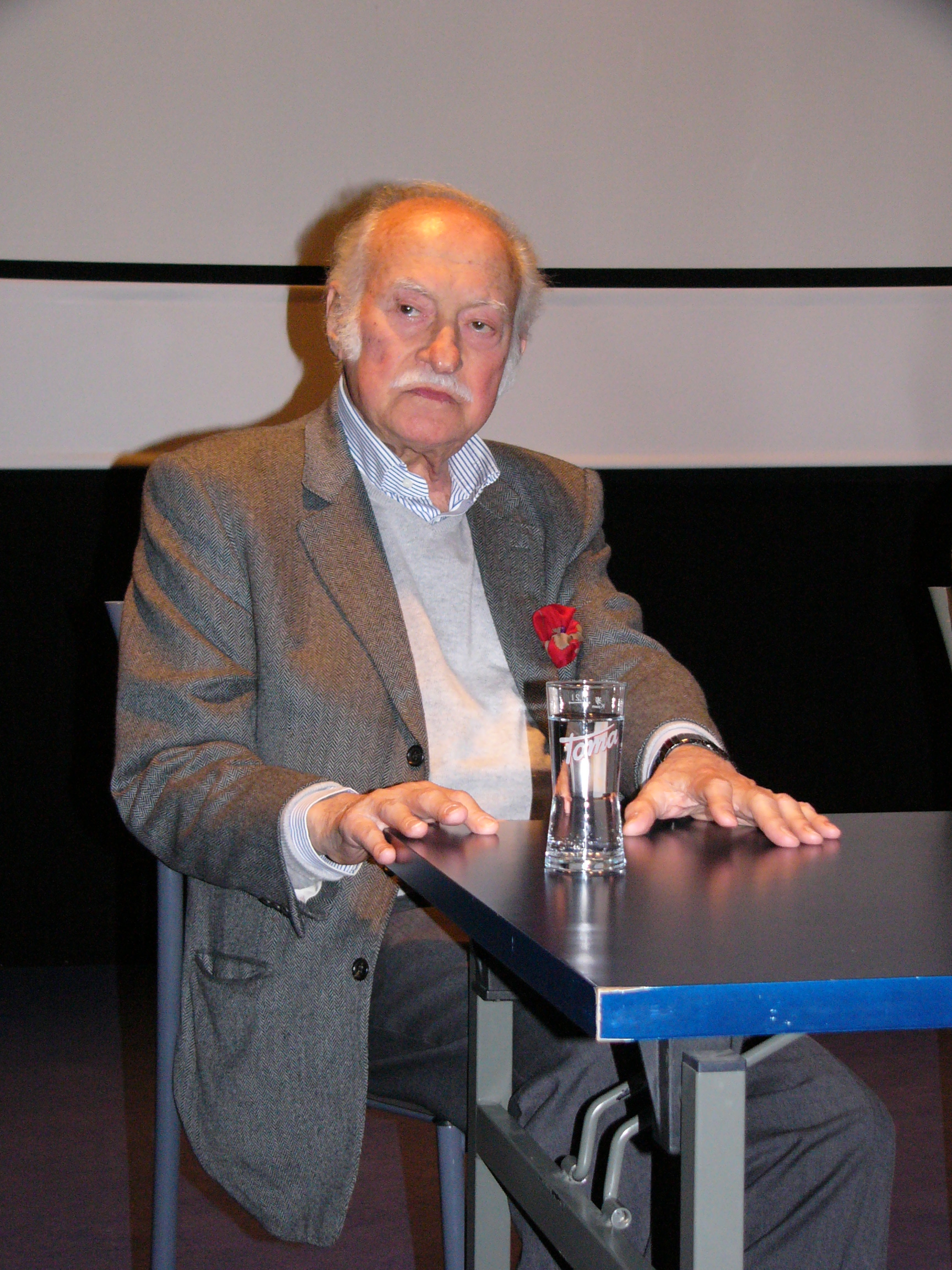
Albert Barillé (1920-2009), le réalisateur, auteur, scénariste et producteur de la série Il était une fois… l'Homme.

Il était une fois… l'Homme est une série de vulgarisation scientifique et historique retraçant l'histoire de l'humanité (du Big Bang jusqu'au XXe siècle) et à la futurologie, avec un accent sur l'histoire de l'Europe. La série ciblait un public enfant, mais également adulte.
Les décors sont de Bernard Fiévé et François Fiévé, et la direction artistique de René Borg et Philippe Landrot. L'animation a été réalisée par les studios japonais Tatsunoko Production (connu pour les séries d'animation La Bataille des planètes, Robotech, Super Durand, etc.).
Bien que la société de production Procidis soit française, de nombreux pays ont participé à la réalisation de cette série. Dans l'ordre des crédits (dans le générique original non remastérisé) :  France Régions 3 (FR3) (France), Société Radio-Canada et ACCESS Alberta (Canada), RAI (Italie), SSR (Suisse), RTBF, BRT (Belgique), KRO (Pays-Bas), NRK (Norvège), Sveriges Radio (Suède), Radiotelevisión Española (Espagne) et Tatsunoko Production (Japon).
La musique de la série est composée par le Japonais Yasuo Sugiyama tandis que les génériques de début et de fin sont adaptés de la Toccata et fugue en ré mineur de Jean-Sébastien Bach. La fin du générique où la Terre explose a été coupée lors de la diffusion sur la chaîne Gulli. En Espagne, le générique est une chanson interprétée par un groupe d'enfants (Caramelos), dont le titre est justement Érase una vez el Hombre (« Il était une fois l'Homme »), une adaptation du Septuor pour cordes et vents de Beethoven. En allemand, le générique commence avec les questions d'un enfant : « Qu'est-ce qu'il y avait ici il y a mille ans ? Pourquoi les roues peuvent rouler ? Les nuages sont-ils plus rapides que le vent ? Autant de questions qu'a un enfant », avec une réponse qui s'oppose totalement à l'esprit du dessin animé : « Mais l'enfant laisse donc ces QUESTIONS ; pour cela tu es encore trop jeune. Tu es loin d'y être. Ces choses peuvent prendre du temps… » Puis, la réponse… « Qu'est-ce que le temps ? » : « Un instant. Un coup d'horloge. Mille ans sont un jour. »[réf. nécessaire]
Cette série connut un grand succès, ce qui incita Albert Barillé à produire d'autres séries du même genre pour Procidis, avec les mêmes personnages à travers le temps. La série sera restaurée dans les années 2000.

## Épisodes
La série a été diffusée pour la première fois en France en avril 1978, mais d'autres sources indiquent généralement le 23 septembre 1978 sur FR3,.
Le dernier épisode Il était une fois… la Terre sort du contexte purement historique en présentant une vision prospective sur le futur de l'humanité. Cet épisode met l'accent sur les conséquences de la pollution, de l'amoncellement des déchets toxiques, de l'épuisement des ressources naturelles et de l'augmentation de la population humaine. La façon dont ces sujets sont traités est très représentative des préoccupations accentuées par les années 1970, durant lesquelles les pionniers de l'écologie politique s'inquiétaient de l'explosion démographique et de l'explosion de la consommation, s'appuyant sur le rapport du Club de Rome ou les écrits de René Dumont, de Paul R. Ehrlich et d'autres. La croissance de la société industrielle, qui tend à s'étendre dans le monde entier pour conquérir de nouveaux marchés, y est résumée de façon cinglante : « Il faut former des consommateurs par centaines… par milliers… par centaines de milliers… et tout ça pour que les usines tournent. »
Le narrateur s'inquiète des conséquences environnementales de la croissance industrielle et souligne la dangerosité des conflits sociaux qui pourraient rendre cette situation explosive. Il se prononce donc pour un arrêt de la croissance industrielle, évoquant le rapport du Club de Rome de 1972, et pour un arrêt de la croissance démographique : les personnages plaident pour une limitation des naissances à la hauteur du nombre de décès de manière à stabiliser la population humaine. Cependant, les estimations démographiques faites (7 milliards en 2010, 14 milliards en 2040, 28 milliards en 2070) ne correspondent plus aux projections actuelles (soit une baisse de la population à partir de 2050, soit une lente augmentation pour atteindre 15 milliards en 2100).
Mais la série est peu optimiste quant à la sagesse humaine : tandis que les mises en garde des experts se multiplient (« Mais qui les écoute ? »), les conseillers des dirigeants répètent inlassablement : « Tout va très bien, Monsieur le Président, tout va très bien, tout va très bien, tout va très bien ! » Finalement, l'humanité est détruite dans une guerre totale, et seuls survivent quelques astronautes, cosmonautes ou taikonautes, hommes et femmes. Dans leurs vaisseaux spatiaux, ils attendront désormais que la Terre redevienne habitable, ce qui préfigure la série suivante d'Albert Barillé, Il était une fois… l'Espace.
Cet épisode anticipe également certains aspects de la situation actuelle (urbanisation, surconsommation des ressources, pollution de l'air et de l'eau). Sa présentation des enjeux est très marquée par les interrogations nées après les années 1960 : l'explosion démographique et la prolifération nucléaire étaient alors au cœur des discussions. Mais l'essentiel de la réflexion actuelle sur le développement durable, voire sur la décroissance, est déjà là : l'épuisement des ressources, en particulier du pétrole, et les émissions massives de gaz à effet de serre liées à la croissance industrielle mettent concrètement l'humanité en danger autant que les armes de destruction massive présentes dans le monde entier.

## Distribution (voix)
- Annie Balestra : Pierrette
- Yves Barsacq : le Gros
- Claude Bertrand : le Teigneux
- Roger Carel : Maestro / Pierre / le narrateur (voix off)
- Patrick Préjean : le Nabot
- Vincent Ropion : Pierrot
- Francine Lainé : Pierrette, petite Pierrette (épisodes 2 à 4 et 7)
- Pierre Trabaud : le Nabot (épisodes 2 à 4 et 7)
- Henry Djanik : le Teigneux (8ers épisodes), Legros (épisodes 2 à 4 et 7)
- Gérard Hernandez : Maestro (voix de remplacement)
- Jean Roche : Le Gros (voix de remplacement)
- Albert Augier : voix additionnelles
- Jean Berger : voix additionnelles
- William Coryn : voix additionnelles
- Thierry Bourdon : voix additionnelle

 Source et légende : version française (VF) sur RS Doublage

## Distinctions
La série a été récompensée d'un Soleil d'or, dans la catégorie de la meilleure émission pour la jeunesse 1979.

## Éditions en vidéo

### DVD
- Il était une fois… l'Homme - Volume 1 : Des origines de l'homme… aux premières pyramides (18 septembre 2000)
- Il était une fois… l'Homme - Volume 2 : Des premiers empires… à Charles Martel (18 septembre 2000)
- Il était une fois… l'Homme - Volume 3 : Des Carolingiens… à Marco Polo (6 juin 2004)
- Il était une fois… l'Homme - Volume 4 : De la guerre de cent ans… à Élisabeth Ire (9 octobre 2000)
- Il était une fois… l'Homme - Volume 5 : L'Âge d'or des provinces unies / Le Siècle de Louis XIV / Pierre le Grand et son époque / Le Siècle des lumières / L'Amérique (6 juin 2004)
- Il était une fois… l'Homme - Volume 6 : 1789-1814 : La Révolution française / Le Printemps des peuples / Ah, la Belle Époque : de 1900 à 1914 / Les Années… / Il était une fois la Terre : et demain ? (12 mars 2001)
- Il était une fois… l'Homme - L'intégrale (24 octobre 2005)

### Blu-ray
Le 25 novembre 2013, l'intégralité de la série sort en Blu-ray, en version haute définition remastérisée. L'image a été restaurée en 16/9 à partir de la pellicule d'origine. À noter que la Toccata et fugue en ré mineur a été réinterprétée et présente une sonorité différente de celle d'origine, ainsi que le générique qui a lui aussi subi des modifications (position des textes, entièrement blancs alors qu'ils étaient auparavant jaunes, il en est de même pour les logos des sociétés étrangères, tout blancs eux aussi). En Espagne, la sortie s'est effectuée deux jours après, le 27 novembre.
En 2016, la série Il était une fois… la Vie reçoit également le même traitement, avant d'être rediffusée sur France 4.

## Produits dérivés

### Encyclopédie BD
Chaque épisode de la série Il était une fois… l'Homme a été repris sous la forme d'un volume BD d'une trentaine de pages.
Les illustrations extraites du dessin animé sont commentées et explicités par des textes didactiques. L'ensemble de la collection a été éditée par Fabbri-Hachette en collaboration avec FR3.
Numéros ISBN (sur la page 4)
- T1 : 2 87787-107-X 2e trim 91
- T2 : 2 87787-119-3 2e trim 91
- T3 : 2 87787-122-3 2e trim 91
- T4 : 2 87787-123-1 2e trim 91
- T5 : 2 87787-128-2 2e trim 91
- T6 : 2 87787-129-0 2e trim 91
- T7 : 2 87787-130-4 2e trim 91
- T8 : 2 87787-135-5 2e trim 91
- T9 : 2 87787-136-3
- T10 : 2 87787-145-2 3e trim 91
- T11 : 2 87787-146-0
- T12 : 2 87787-149-5 3e trim 91
- T13 : 2 87787-150-9
- T14 : 2 87787-154-1 4e trim 91
- T15 : 2 87787-156-8
- T16 : 2 87787-157-6
- T17 : 2 87787-158-4
- T18 : 2 87787-159-2
- T19 : 2 88399-182-0
- T20 : 2 87787-161-4
- T21 : 2 87787-166-5
- T22 : 2 87787-167-3
- T23 : 2 87787-170-3
- T24 : 2 88399-183-9
- T25 : 2 87787-177-0
- T26 : 2 87787-178-9
- T27 : 2 87787-182-7
- T28 : 2 87787-183-5
- T29 : 2 88399-184-7
- T30 : 2 88399-185-5
- T31 : 2 87787-186-X
- T32 : 2 87787-187-8
- T33 : 2 87787-188-6
- T34 : 2 87787-189-4
- T35 : 2 87787-190-8
- T36 : 2 87787-191-6
- T37 : 2 87787-192-4
- T38 : 2 87787-193-2
- T39 : 2 87787-194-0
- T40 : 2 87787-195-9

### Livres-jeux
En 2014, les éditions Splash ont sorti une collection de livres-jeux intitulée Il était une fois… l'Homme – Une aventure dont tu es le héros, écrite par Katherine Quenot.

### Bandes dessinée
Des bandes dessinées Il était une fois l'Homme produites par Soleil Productions paraissent depuis octobre 2016. Elles sont scénarisées par Jean-Charles Gaudin et illustrées par Minte et Jean Barbaud. Cette série reprend les personnages de la série d'animation. Ces bandes dessinées combinent des histoires inédites et modernisées avec des scènes identiques à celles du dessin animé, tout comme les bandes dessinées Il était une fois la Vie.
À ce jour[Quand ?], la série compte :
- Il était une fois l'Homme, 1 - La Préhistoire
- Il était une fois l'Homme, 2 - Les Vallées fertiles et l'Égypte
- Il était une fois l'Homme, 3 - Les Vikings
- Il était une fois l'Homme, 4 - Rome
- Il était une fois l’Homme, 5 - La Guerre de Cent Ans
- Il était une fois l'Homme, 6 - L'époque de Léonard de Vinci